# Tupou VI
ʻAhoʻeitu ʻUnuakiʻotonga Tukuʻaho (Nuku'alofa, 12 juli 1959) is sinds 2012 koning van het land Tonga onder de naam Tupou VI.
Hij is de jongere broer van de vorige koning George Tupou V en sinds 27 september 2006 was hij troonopvolger. Tussen 3 januari 2000 en 11 februari 2006 diende hij als premier van Tonga. Namens Tonga diende hij vervolgens als hoge commissaris voor Australië, en verbleef in Canberra tot de dood van zijn broer op 18 maart 2012.
Emmanuel (Andorra) · Joan Enric (Andorra) · Hamad (Bahrein) · Filip (België) · Jigme Khesar Namgyel Wangchuck  (Bhutan) · Hassanal Bolkiah (Brunei) · Norodom Sihamoni (Cambodja) · Charles III (Commonwealth realms) · Frederik X (Denemarken) · Naruhito (Japan) · Abdoellah II (Jordanië) · Mishal (Koeweit) · Letsie III (Lesotho) · Hans Adam II (Liechtenstein) · Henri (Luxemburg) · Mohammed VI (Marokko) · Albert II (Monaco) · Willem-Alexander (Nederland) · Harald V (Noorwegen) · Haitham (Oman) · Tamim (Qatar) · Salman (Saoedi-Arabië) · Felipe VI (Spanje) · Mswati III (Swaziland) · Rama X (Thailand) · Tupou VI (Tonga) · Mohammed (Verenigde Arabische Emiraten) · Franciscus (Vaticaan) · Carl Gustaf XVI (Zweden)